# Ruth Schwerzmann
Ruth Schwerzmann (* 15. April 1947 in Cham, Zug) ist eine Schweizer Politikerin (FDP). Von 1995 bis 2002 war sie Regierungsrätin des Kantons Zug.

## Biografie
Ruth Schwerzmann wurde in Aarau geboren und ist seit 1951 in Zug wohnhaft. Nach der kaufmännischen Lehre bei einem Zuger Treuhandbüro arbeitet sie als selbständige Buchhalterin. Seit 1970 arbeitete Schwerzmann im Betrieb ihres Ehemannes mit und absolvierte berufbegleitend die Ausbildung zur Innenarchitektin.

## Politische Funktionen
Ruth Schwerzmann wurde 1982 in den Kantonsrat gewählt und arbeitet dort bis 1994 als FDP-Kantonsrätin. Von 1993 bis 1994 war sie als erste Frau Kantonsratspräsidentin. 1995 wurde sie in den Regierungsrat gewählt, wo sie 2002 als Finanzdirektorin wirkte. Sie stellt sich klar gegen den Neuen Finanzausgleich des Bundes.
Den schlimmsten Moment ihrer Regierungszeit erlebte Schwerzmann beim Zuger Attentat, das sie körperlich unversehrt überlebte.